# 羽海野千花
羽海野千花（日语：／ Umino Chika，1966年8月30日—），女性日本漫畫家。出身於東京都足立區。東京都立工藝高等學校設計科畢業。

## 略歷
高中時就開始以漫畫家的身份出道。在畢業時進入設計公司就業。曾以《灌籃高手》及高村薰的作品進行二次創作的同人活動。
代表作是以美術大學為舞台的《蜂蜜幸運草》，本作品在2003年時榮獲第27回的講談社漫畫賞。2005年電視動畫化，2006年翻拍成電影，同年獲得《這本漫畫真厲害！》女性篇第一名，翌年連莊，使羽海野成為首位連續兩年獲得《這本漫畫真厲害！》第一名的漫畫家，並在2008年改編成真人版日劇。

## 作品列表

### 漫畫
- 蜂蜜幸運草（全10卷）
- 空の小鳥
- 星のオペラ
- 3月的獅子

### 插畫
- グラスハート（若木未生）
- まんがキッチン（福田里香）
- 連れてって 連れてって（美夢成真）
- さざなみLP（SPITZ）
- 松本隆WORKSコンピレーション「風街少年」「風街少女」（松本隆）
- 妄想炸裂（三浦しをん）
- Fate/Grand Order（奧伯隆）

### 動畫角色原案
- 東之伊甸（2009年4月，富士電視台noitaminA）

## 外部連結
- 羽海野千花的X（前Twitter）
- 羽海野千花的Instagram帳戶
- 海の近くの遊園地 （页面存档备份，存于） - Amebaでのブログ
- 羽海野チカ_umino*chika （页面存档备份，存于） - 本人サイト
- 『3月のライオン』羽海野チカ
- 集英社みらい文庫 （页面存档备份，存于）
- ほぼ日刊イトイ新聞 恋、みたいなもの。 （页面存档备份，存于）
- ほぼ日刊イトイ新聞 ウミコせんせいにきく 書き文字＆マーク入門 （页面存档备份，存于）